# Andrés Marocco
Andrés Guillermo Marocco Díaz (Bucaramanga, Colombia, 12 de septiembre de 1970) es un periodista y comentarista deportivo colombiano de ascendencia italiana. Actualmente trabaja en la cadena deportiva ESPN, junto a otros periodistas y comentaristas como Víctor Romero, Jorge "El Patrón" Bermúdez y Gastón Pezzuti. Sus apariciones principales son en Balón Dividido, Hablemos de Fútbol y eventualmente en la presentación de noticias en SportsCenter.

## Trayectoria
Es Comunicador Social de la Universidad Javeriana de Bogotá, ha sido director de Radioactiva Bucaramanga y Radiomercadeo de Caracol, Disc Jockey de 88.9 y 40 principales, comentarista principal, creador y director de "El Alargue" de Caracol Radio y de ESTADIO W en Bogotá. También estuvo en la televisión colombiana en varios programas como "Dementes Deportivas" en City TV, "Pelotas" en el canal 13 y "La Telepolémica" en el canal Uno.

### ESPN
Marocco partió de Caracol Radio hacia ESPN en 2008; allí es comentarista y participa en varios programas como Hablemos de Fútbol, ESPN Report y Balón dividido. Fue elegido por la marca Colombiana Fusionarte y por el ministerio de Cultura como uno de los 100 colombianos más destacados en el exterior durante el 2013